# كلودين شاول
كلودين شاول (بالفرنسية: Claudine Schaul)‏ مواليد 20 أغسطس 1983 في لوكسمبورغ، هي لاعبة كرة مضرب بدأت مسيرتها كمحترفة سنة 2002 تلعب باليد اليمنى. أعلى تصنيف لها في الفردي كان المركز الـ 41 في سنة 2004.

## النهائيات

### الفردي: 1 (1–0)
| الحصيلة | الرقم | التاريخ      | البطولة          | الأرضية | المنافس في النهائي | النتيجة في النهائي |
| ------- | ----- | ------------ | ---------------- | ------- | ------------------ | ------------------ |
| الفوز   | 1.    | 22 مايو 2004 | ستراسبورغ، فرنسا | ترابية  | ليندسي دافينبورت   | 2–6, 6–0, 6–3      |

### الزوجي: 3 (1–2)
| الحصيلة | الرقم | التاريخ       | البطولة                              | الأرضية | الشريك                 | المنافس في النهائي         | النتيجة في النهائي |
| ------- | ----- | ------------- | ------------------------------------ | ------- | ---------------------- | -------------------------- | ------------------ |
| الفوز   | 1.    | 17 يناير 2004 | كانبرا الدولية، أستراليا             | صلبة    | يلينا كوستانيتش توسيتش | كارولين دينين ليزا مكشي    | 6–4, 7–6(7–3)      |
| الوصافة | 2.    | 19 يونيو 2004 | بطولة روزمالين العشبية للتنس، هولندا | عشبية   | يلينا كوستانيتش توسيتش | ليزا مكشي ميلاغروس سيغويرا | 6–7(3–7), 3–6      |
| الوصافة | 3.    | 18 يوليو 2004 | ستانفورد، الولايات المتحدة           | صلبة    | إيفيتا بينيسوفا        | إيليني دانيليدو نيكول برات | 2–6, 4–6           |

## روابط خارجية
- كلودين شاول على موقع رابطة محترفات التنس (الإنجليزية)
- كلودين شاول على موقع الاتحاد الدولي لكرة المضرب (الإنجليزية)
- كلودين شاول على موقع كأس بيلي جين كينغ (الإنجليزية)
- كلودين شاول على موقع خلاصة التنس.كوم (الإنجليزية)
- كلودين شاول على موقع اللجنة الأولمبية الدولية (الإنجليزية)
- كلودين شاول على موقع أوليمبيديا (الإنجليزية)